# Кожля
Кожля — деревня в Курчатовском районе Курской области. Входит в Макаровский сельсовет.

## География
Находится в 44 км западнее Курска, в 11 км к северо-западу от районного центра — города Курчатов, в 5 км от центра сельсовета — Макаровка.
Климат
Кожля, как и весь район, расположенa в поясе умеренно континентального климата с тёплым летом и относительно тёплой зимой (Dfb в классификации Кёппена).

## Население
| 2002 | 2010 |
| ---- | ---- |
| 45   | ↘18  |

## Инфраструктура
Личное подсобное хозяйство. СНТ Строитель-2. На 6 июня 2021 года 31 дом.
Народный художественный промысел — изготовление расписных глиняных игрушек-свистулек. Промысел известен с XVIII века.

## Транспорт
Кожля находится в 35,5 км от федеральной автодороги М2 «Крым», в 9,5 км от автодороги регионального значения 38К-017 (Курск — Льгов — Рыльск — граница с Украиной), в 0,5 км от автодороги межмуниципального значения 38Н-362 (38К-017 — Николаевка — Ширково), в 10 км от ближайшей ж/д станции Лукашевка (линия Льгов I — Курск).